# Sample and hold (Neil Young)
Sample and hold is een lied dat werd geschreven door Neil Young. Hij bracht het in 1982 uit op een maxisingle en zijn elpee Trans. Op de maxisingle verschenen een single- en een danceversie, met verder nog een danceremix van Mr. Soul. Een jaar later verscheen het in Nederland op de B-kant van de 7" single Computer age.
Het nummer kent een futuristisch, sciencefiction-achtige tekst waarin een mens op bestelling kan worden gemaakt. Lengte, gewicht, huidskleur en kleur van de ogen ... volgens het lied is het inmiddels allemaal mogelijk. Het nummer verwijst ermee naar de mechanisatie van de mensheid.
Door de ondersteuning van elektronische muziek is het nummer te rekenen tot de dance, terwijl het vanwege het onderwerp ook neigt naar de spacedisco. Dit werk nam hij op bij Geffen Records en niet bij Reprise, in een tijd dat hij experimenteerde met andere muziekstijlen.